# Сурвачка
Сурвачка или сурвакница (остар. сурукница) е украсена дрянова клонка, с която по стар български обичай хората взаимно се „сурвакат“ на Нова година, като леко се удрят по гърбовете с пожелания за здраве, щастие, берекет и т.н.
Дряновата сурвачка се изработва, като клонките ѝ се свиват във формата на полукръг. Украсата се състои в усукани разноцветни конци, прежда или вълна, нанизани пуканки, сушени сливи, чушки и ябълки, малки кравайчета, панделки, варак и парички.
Едно от най-популярните нареждания при сурвакане е следното:
Сурва сурва година!

Весела година!

Пълен клас на нива,

жълт папул на леса,

червено грозде на лоза,

жълта дюла в градина!

Пълна кесия с пари!

Сурва сурва година,

до година със здраве,

до година, до амина!
Според народната традиция, обичаят сурвакане се изпълнява само от момчета, 15 – 16-годишни, които биват възнаграждавани с пари, захарчета, кравайчета и други. Освен в семейството, те ходят да сурвакат и по други роднини и съседи.
Из Родопско и някои краища на Тракия сурвакарите внасят в къщите и по един тежък камък, който оставят до огъня, с което символизират пожеланието тежко имане да влезе в къщата.